# 북정로 (경주시)
북정로(Bukjeong-ro)는 경상북도 경주시 황오동에서 시작하여, 성동동을 거쳐 연결하는 도로이다.

## 노선 경로
- 삼거리 명칭 미상 - 태종로 (국도 제4호선)
- 네거리 명칭 미상 - 원효로
- 네거리 명칭 미상 - 동성로
- 네거리 명칭 미상 - 화랑로
- 네거리 명칭 미상 - 북성로
- 네거리 명칭 미상 - 북문로
- 삼거리 명칭 미상 - 알천남로